# El Tuma - La Dalia
El Tuma - La Dalia là một khu tự quản thuộc tỉnh Matagalpa, Nicaragua. Khu tự quản El Tuma - La Dalia có diện tích 652 ki lô mét vuông. Đến thời điểm năm 2005, huyện El Tuma - La Dalia có dân số 56681 người.